# Ширнак (вилајет)
Ширначки вилајет (тур. Şırnak ili) је турски вилајет у југоисточној Анатолији. Заузима површину од 7,172 km². У њему живи 430,109 становника (2010. процена). У 2000. години популација је била 353,197 становника. Густина насељености је 60 ст./km².
Суседни вилајети су Хакари на истоку, Ван на североистоку, Сирт на северу и Мардин на западу.
Вилајет Ширнак има планинске регије на западу и на југу, али већина вилајета су заравни, које су резултат многобројних речних токова који пролазе кроз вилајет. Они укључују Тигрис и његове притоке Хезил и Кизилсу, и Чаглајан. Најважније планине су Џуди (2089 m), Габар, Намаз и Алтин. 
Овде живи мешовита популација Курда, Асираца, Турака и Арапа.

## Окрузи
Ширначки вилајет је подељен на 7 округа (престоница је подебљана):
- Бејтушебап
- Џизре
- Гучлуконак
- Идил
- Силопи
- Ширнак (Курдски: Шернак[1] или Шернекс[2])
- Улудере